# 曽禰五十日虫
- 曽禰五十日虫
- 曾禰五十日虫

曽禰 五十日虫（そね の いかむし、生年不明 - 天平宝字5年9月4日（761年10月6日））は、奈良時代中期の女官。名は伊賀牟志とも記される。姓は連。官位は従三位・命婦。

## 生涯
聖武朝の天平9年（737年）2月に、従五位下 から従五位上に昇叙。
その後、孝謙朝・淳仁朝と順調に昇進していったようであるが、記録はなく、天平宝字5年（761年）9月、従三位・命婦として現役の女官として薨去。この年の9月の記述はこれしか存在していない。

## 官歴
『続日本紀』による。
- 時期不詳：従五位下
- 天平9年（737年）2月14日：従五位上
- 時期不詳：命婦・従三位
- 天平宝字5年（761年）9月4日：薨去